# Raoul Got
Pour les articles homonymes, voir Got.

a Compétitions nationales et continentales officielles uniquement.

b Matchs officiels uniquement.
Raoul Got dit Boulet de canon, né le 11 février 1900 à Perpignan et mort le 20 novembre 1955 dans la même ville, est un joueur français de rugby à XV ayant évolué au poste de trois-quarts aile gauche en sélection nationale ainsi qu'à l'US Perpignan et au Stade toulousain.

## Biographie
|  |

Il fait partie de la première équipe vainqueur d'un match international hors de France, en Irlande en 1920. Il fait partie de la 1re équipe de France à terminer seconde d'un tournoi des cinq nations en 1921 aux côtés de son capitaine René Crabos.

## Palmarès
- Vainqueur du championnat de France en 1921
- Finaliste du championnat de France en 1924
- Vice-champion olympique en 1924 (son dernier match)
- Champion de France d'athlétisme sur 100 mètres

## Statistiques en équipe nationale
- 13 sélections
- 18 points (6 essais)
- sélection par année : 2 en 1920, 2 en 1921, 4 en 1922, 5 en 1924
- Tournois des Cinq Nations disputés : 1920, 1921, 1922, 1924